# Aleš Stezka
Aleš Stezka, född 6 januari 1997, är en tjeckisk professionell ishockeymålvakt som är kontrakterad till Seattle Kraken i National Hockey League (NHL) och spelar för Coachella Valley Firebirds i American Hockey League (AHL).
Han har tidigare spelat för HC Bílí Tygři Liberec, Piráti Chomutov och HC Vítkovice i Extraliga och Sioux Falls Stampede och Chicago Steel i United States Hockey League (USHL).
Stezka draftades av Minnesota Wild i fjärde rundan i 2015 års draft som 111:a spelare totalt.